# Grit Breuer
Grit Breuer, po mężu Springstein (ur. 16 lutego 1972 w Röbel/Müritz) – niemiecka lekkoatletka, trzykrotna olimpijka (1988, 1996, 2004), w tym medalistka olimpijska z Seulu i Atlanty.

## Życiorys
Początkowo startowała w barwach NRD. W tej kategorii juniorskiej zdobyła dwa tytuły mistrzyni świata (400 m i 4 x 400 m). Startowała w eliminacjach biegu sztafet 4 x 400 m na igrzyskach olimpijskich w Seulu, mimo nieobecności w finale zdobyła brązowy medal. W 1990 zdobyła dwa złote medale Mistrzostw Europy. Podczas MŚ w 1991 zdobyła srebrny medal i ustanowiła aktualny do dziś rekord świata juniorek (49,42 s), który jest jej rekordem życiowym. W 1992 została zawieszona za doping. Wróciła do sportu w 1993, jednak na arenie międzynarodowej największe sukcesy odnosiła głównie w sztafetach. W 1996 wraz z koleżankami zdobyła (drugi w karierze) brązowy medal olimpijski w sztafecie 4 × 400 m.
Dwukrotnie została uznana najlepszą lekkoatletką roku w Niemczech. 
W 2003 zakończyła karierę sportową. Później podjęła pracę trenerki fitness oraz instruktorki golfa w hotelu „Neptun” w Warnemünde.

## Najlepszy wynik w sezonie

### 400 m
| Rok  | Wynik | Miejsce        | Data        | Wynik na świecie |
| ---- | ----- | -------------- | ----------- | ---------------- |
| 1989 | 50,48 | Neubrandenburg | 22 lipca    | 3.               |
| 1990 | 49,50 | Split          | 29 sierpnia | 1.               |
| 1991 | 49,42 | Tokio          | 27 sierpnia | 2.               |
| 1996 | 50,22 | Madryt         | 1 czerwca   | 9.               |
| 1997 | 49,98 | Monako         | 16 sierpnia | 6.               |
| 1998 | 49,51 | Zurych         | 12 sierpnia | 2.               |
| 1999 | 50,16 | Sewilla        | 24 sierpnia | 7.               |
| 2001 | 49,78 | Stuttgart      | 30 czerwca  | 2.               |
| 2002 | 50,70 | Monachium      | 8 sierpnia  | 8.               |

Źródło: